# امبا سویرا
امبا سویرا (به عربی: إمبا سویرا) یک کوه در اریتره است که در منطقه جنوبی (اریتره) واقع شده‌است. امبا سویرا ۳٬۰۱۸ متر بالاتر از سطح دریا واقع شده‌است.